# 극장판 두 사람은 프리큐어 Max Heart
《극장판 두 사람은 프리큐어 Max Heart》는 2005년에 개봉된 프리큐어 Max Heart의 극장판으로, 최초의 프리큐어 극장판.

## 참고 자료
- “映画 ふたりはプリキュア マックスハート”. 2021년 9월 5일에 확인함.